# Bulbocodium
Bulbocodium es un género de plantas herbáceas con 71 especies, perteneciente a la familia Colchicaceae. Sobre la base de estudios moleculares se ha propuesto que este género fuera trasladado a Colchicum.

## Especies seleccionadas
- Bulbocodium alpinum Mill.
- Bulbocodium atticum Nyman
- Bulbocodium balearicum Nyman
- Bulbocodium broteri Welw. ex Baker